# Caledothele
Caledothele – rodzaj pająków z infrarzędu ptaszników i rodziny Euagridae. Obejmuje siedem opisanych gatunków. Zamieszkują Nową Kaledonię, Wyspy Towarzystwa i południowo-wschodnią Australię.

## Morfologia
Pająki te mają karapaks o niskiej części głowowej i poprzecznej jamce z jedną, a rzadziej dwoma parami szczecinek fowealnych. Ośmioro oczu rozmieszczonych jest na planie prostokąta. Nadustek jest niski. Szczękoczułki mają w nasadowej części bruzdy jeden lub dwa małe ząbki, natomiast brak tam ziarnistości. Serrula jest szeroka. Odnóża są wyraźnie obrączkowane. Zwykle grzebienie przędne występują na wszystkich nadstopiach, a po dwie ich pary na nadstopiach pierwszej, drugiej i czasem trzeciej pary odnóży. Wszystkie pary stóp wyposażone są w kolce. Samce nie mają haczyków czy ostróg do przytrzymywania samic na goleniach pierwszej ani drugiej pary. Opistosoma (odwłok) ma grubszy wzór niż u Stenygrocercus. Nogogłaszczki samca cechują się gruszkowatym bulbusem. Genitalia samicy charakteryzują się dwiema jednolitymi lub wierzchołkowo podzielonymi na płaty spermatekami.

## Zachowanie i występowanie
Pająki te zasiedlają górskie i nizinne równikowe lasy deszczowe. Sieci łowne z białej przędzy konstruują pod opadłą korą drzew.
Rodzaj ograniczony do krainy australijskiej. Sześć gatunków występuje na Nowej Kaledonii, z czego pięć endemicznie. Ograniczone są do północnej części wyspy, na południe docierając do Mount Mou. Pojedynczy gatunek oprócz Nowej Kaledonii zamieszkuje Wyspy Towarzystwa. Jeden gatunek jest endemitem australijskiej Wiktorii.

## Taksonomia
Takson ten wprowadził w 1991 roku Robert Raven na łamach „Mémoires du Muséum National d'Histoire Naturelle de Paris”, gatunkiem typowym wyznaczając Stenygrocercus australiensis, własnoręcznie opisanego w 1984 roku na łamach „Australian Journal of Zoology”. W 2020 roku na podstawie wyników analiz filogenetycznych przeniesiony został przez Verę Opatovą i współpracowników z Dipluridae do podrodziny Euagrinae w obrębie rodziny Euagridae.
Do rodzaju zalicza się siedem opisanych gatunków:
- Caledothele annulatus (Raven, 1981)
- Caledothele aoupinie Raven, 1991
- Caledothele australiensis (Raven, 1984)
- Caledothele carina Raven, 1991
- Caledothele elegans Raven, 1991
- Caledothele tonta Raven, 1991
- Caledothele tristata Raven, 1991